# 光萼虎耳草
光萼虎耳草（学名：Saxifraga elliptica）为虎耳草科虎耳草属下的一个种。

## 扩展阅读
- 維基物種上的相關：光萼虎耳草